# Monodelphis scalops

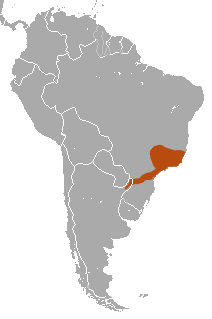
Areale di M. scalops

Monodelphis scalops (Thomas, 1888) (spesso indicato in letteratura anche come Monodelphis scallops; nomi comuni: opossum dal naso lungo e dalla coda corta, in inglese: Long-nosed Short-tailed Opossum, Colicorto narigudo e Colicorto de cabeza roja in spagnolo) è una specie di mammifero marsupiale del Sud America. Vive in Argentina e Brasile.

## Descrizione
Questo opossum ha le estremità anteriore e posteriore di colore rossiccio, che ricorda il colore di Monodelphis emiliae.

## Distribuzione e habitat
Il Monodelphis scalops è presente nel Brasile sudorientale, negli stati di Espiritu Santo (parte meridionale), Rio de Janeiro, São Paulo e Santa Catarina, e in Argentina e Paraguay.  
La specie non è comune, ma si ritiene che possa essere più comune di quanto indichino le ricognizioni a causa di un campionamento inadeguato . Le popolazioni stanno comunque diminuendo.
Il Monodelphis scalops vive nelle foreste costiere umide delle pianure atlantiche. La loro attività è in maniera predominante terrestre e crepuscolare.  
La perdita progressiva dell'habitat a causa dell'uomo costituisce una minaccia per alcune parti dell'area di distribuzione della specie e alcune popolazioni sono in declino.  
Per favorirne la conservazione, la specie è presente in parecchi aree protette.